# Coralliidae
Coralliidae é uma família de corais da ordem Scleralcyonacea.

## Géneros
Seguem os gêneros da família:
- Anthomastinae (Verrill, 1922)
  - Anthomastus (Verrill, 1878)
  - Bathyalcyon (Versluys, 1906)
  - Heteropolypus (Tixier-Durivault, 1964)
  - Pseudoanthomastus (Tixier-Durivault & d'Hondt, 1974)
- Carotalcyon (Utinomi, 1952)
- Corallium (Cuvier, 1798)
- Hemicorallium (Gray, 1867)
- Minabea (Utinomi, 1957)
- Notodysiferus (Alderslade, 2003)
- Paragorgia (Milne Edwards, 1857)
- Paraminabea (Williams & Alderslade, 1999)
- Pleurocorallium (Gray, 1867)
- Sibogagorgia (Stiasny, 1937)
- Sphaerasclera (McFadden & van Ofwegen, 2013)